# Agalinis ramossisima
Agalinis ramossisima är en snyltrotsväxtart som först beskrevs av George Bentham, och fick sitt nu gällande namn av W.G. D'arcy. Agalinis ramossisima ingår i släktet Agalinis och familjen snyltrotsväxter. Inga underarter finns listade i Catalogue of Life.